# Стейнс Таун
«Стейнс Таун» (англ. Staines Town FC) — английский футбольный клуб из города Стейнс-апон-Темз, в графстве Суррей. Образован в 1892 году, домашние матчи проводит на стадионе «Уитшиф Парк».

## История
Клуб был основан в 1892 году и был известен под разными названиями: «Стейнс», «Стейнс Олбани», «Стейнс Лагонда» и «Стейнс Таун», пока не был расформирован в 1935 году. Во время Второй мировой войны был возрожден как «Стейнс Вейл».
В 1953 «Стейнс Таун» был одним из членов-основателей «Хелленик лиги». В 1956 году стали вторыми а в 1958 году они присоединились к Спартанской Лиге, спустя два года выиграли её. В 1971 году, «Стейнс Таун» вышла в Афинскую Лигу, где они выиграли титул Второго дивизиона с первой попытки с рекордным количеством очков.
В 1973 году клуб был включен в состав нового, Первого дивизиона Истмийской лиги. В своём втором сезоне, клуб занял первое место и перешёл в Премьер дивизион. По итогам сезона 2003/04 в Первом дивизионе Южной Истмийской футбольной лиги, клуб обеспечил себе место в Премьер-дивизионе той же лиги. В сезоне 2008/09 клуб проходит в плей-офф и завоёвывает второе место.

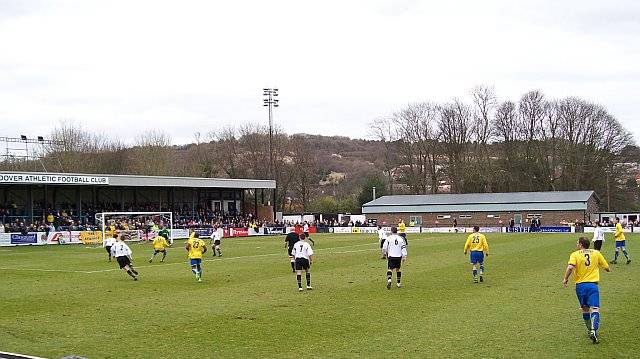
Март 2009. «Стейнс Таун» против «Дувр Атлетик»